# Les Salles-de-Castillon

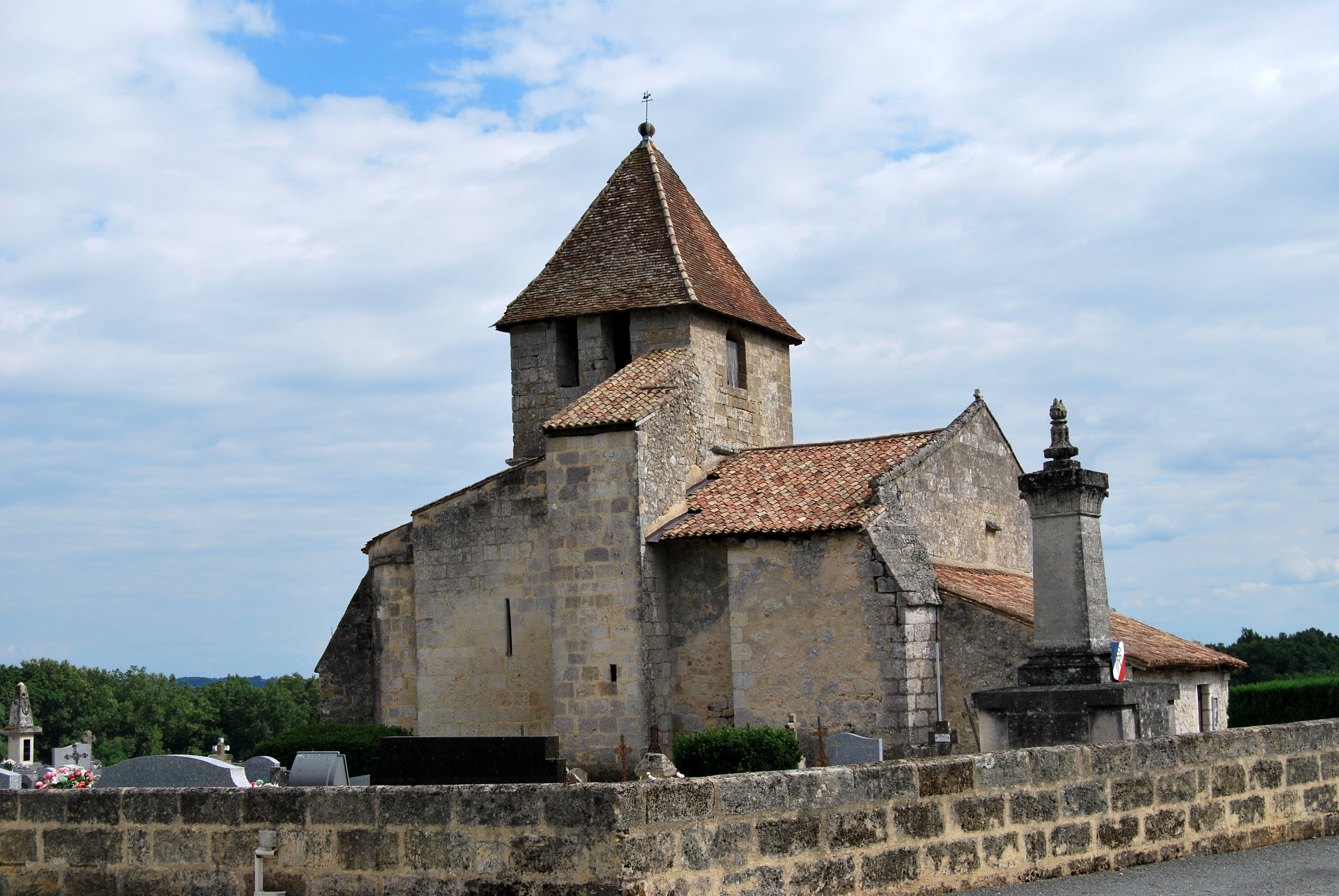
Kerk

Les Salles-de-Castillon is een gemeente in het Franse departement Gironde (regio Nouvelle-Aquitaine) en telt 355 inwoners (2004). De plaats maakt deel uit van het arrondissement Libourne.

## Geografie
De oppervlakte van Les Salles-de-Castillon bedraagt 10,8 km², de bevolkingsdichtheid is 32,9 inwoners per km².
De onderstaande kaart toont de ligging van Les Salles-de-Castillon met de belangrijkste infrastructuur en aangrenzende gemeenten.

## Demografie
Onderstaande figuur toont het verloop van het inwonertal (bron: INSEE-tellingen).

1. ↑  Populations de référence 2022.